# ゲーラルド・アサモア
ゲーラルド・アサモア（Gerald Asamoah, 1978年10月3日 - ）は、ガーナ出身のドイツ人元サッカー選手。ポジションはフォワード、ミッドフィールダー。東西ドイツ統一後では初の黒人のドイツ代表選手。

## クラブ経歴
ガーナに生まれ、12歳の時に両親を追ってドイツへと渡った。ドイツの地元クラブでプレーし、その後降格の憂き目にあったハノーファー96へと入団する。ここでの活躍が認められ1999年にシャルケ04へと引き抜かれた。シャルケでは優秀なフォワード陣にもまれ、主に4‐4‐2の右サイドでの中盤か4-3-3の右フォワードとしてプレーしていた。
長年所属していたシャルケを離れ、2010年にFCザンクトパウリと2年契約を結んだ。しかし、チームは降格の憂き目にあったため、契約は1年残っていたが、2011年6月に双方の合意のもとで解除。その後、7月12日には5部のVfBヒュルスの練習に参加したが、契約には至らず、半年間の無所属期間を経て、2012年1月10日、SpVggグロイター・フュルトへ移籍。

## 代表経歴
ドイツA代表にはシャルケでの活躍を見たルディ・フェラー監督の要請に応え、2001年のスロバキア戦で念願のデビューを飾った。2002 FIFAワールドカップ、2006 FIFAワールドカップにも控えではあるが名を連ねている。ちなみにドイツ代表デビューを果たす前に再三再四母国であるガーナ代表から代表入りの要請があったがこれを断り続けていた。

## 人物
- 既婚者であり、2007年2月26日に双子が誕生し、2児の父親となった。
- 兄のルイスは、主にアマチュアでプレーしていた元サッカー選手であり、従兄弟のエマニュエルはザンクトパウリのU-17に所属していた。

## 代表歴

### 出場大会
- ドイツ代表
  - 2002 FIFAワールドカップ
  - 2006 FIFAワールドカップ

### 試合数
- 国際Aマッチ 43試合 6得点（2001年-2006年）[1]

| ドイツ代表 | 国際Aマッチ | 国際Aマッチ |
| 年         | 出場        | 得点        |
| ---------- | ----------- | ----------- |
| 2001       | 7           | 1           |
| 2002       | 10          | 1           |
| 2003       | 1           | 0           |
| 2004       | 7           | 1           |
| 2005       | 11          | 3           |
| 2006       | 7           | 0           |
| 通算       | 43          | 6           |